# ’64 - ’95
'64 - '95 је други студијски албум (трећи уколико се рачуна компилацијски албум Lemonjelly.KY) групе Lemon Jelly. Концептуални албум садржи нумере које користе делове песама снимљених између 1964. и 1995. Број који претходи називу песме означава годину у којој је снимљена оригинална песма из које је део преузет.
Албум се доста разликује од претходних. Приметан је утицај модерне музике, док је звук доста тамнији. Да би избегли конфузију, бенд је дизајнирао специјалан омот са натписом This is our new album, it's not like our old album (Ово је наш нови албум и разликује се од претходног).
Скривена нумера, Yes!, се појављује пре прве песме само на посебним ЦД издањима. Такође се у продаји може наћи и DVD издање албума, на којем је свака пемса видео анимирана.

## Песме
1.Yes! (Само на специјалним CD издањима)